# Lavaca (Arkansas)
Lavaca est une ville située dans l’État américain de l'Arkansas, dans le comté de Sebastian.